# Живор
Живо́р (фр. Givors) — коммуна во Франции, в регионе Овернь — Рона — Альпы, в составе Лионской метрополии.
Коммуна расположена в месте впадения притока Жиер в реку Рона на расстоянии около 410 км на юго-восток от Парижа, 25 км на юг от Лиона.
Высота над уровнем моря: минимальная 145 м; максимальная 373 м.

## Демография
Население — 19 118 человек (2010).
В 2007 году среди 11834 жителей в работоспособном возрасте (15-64 лет) 7632 были активными, 4202 — неактивные (показатель активности 64,5 %, в 1999 году было 66,7 %). Из 7632 активных работало 6467 особ (3579 мужчин и 2888 женщин), безработных было 1165 (598 мужчин и 567 женщин). Среди 4202 неактивных 1199 жителей было учениками или студентами, 905 — пенсионерами, 2098 были неактивными по иным причинам.
В 2008 году в коммуне числилось 7611 налогооблагаемых домашних хозяйств в которых проживало 19025 жителей, медиана доходов составляла 14 042 євро на одного особо-потребителя.
| Численность населения | Численность населения | Численность населения | Численность населения | Численность населения | Численность населения | Численность населения | Численность населения | Численность населения |
| 1793                  | 1800                  | 1806                  | 1821                  | 1831                  | 1836                  | 1841                  | 1846                  | 1851                  |
| --------------------- | --------------------- | --------------------- | --------------------- | --------------------- | --------------------- | --------------------- | --------------------- | --------------------- |
| 2800                  | ↗3235                 | ↗4014                 | ↘3558                 | ↗4884                 | ↗5379                 | ↗7465                 | ↗7746                 | ↗8758                 |
| 1856                  | 1861                  | 1866                  | 1872                  | 1876                  | 1881                  | 1886                  | 1891                  | 1896                  |
| ↗9688                 | ↘9352                 | ↗9957                 | ↘9886                 | ↗11 910               | ↘11 470               | ↘10 974               | ↘10 857               | ↗11 035               |
| 1901                  | 1906                  | 1911                  | 1921                  | 1926                  | 1931                  | 1936                  | 1946                  | 1954                  |
| ↗12 132               | ↗12 306               | ↗12 784               | ↗14 143               | ↗14 932               | ↘14 687               | ↘13 378               | ↘13 205               | ↗14 242               |
| 1962                  | 1968                  | 1975                  | 1982                  | 1990                  | 1999                  | 2006                  | 2011                  | 2014                  |
| ↗17 066               | ↗19 048               | ↗21 968               | ↘20 544               | ↘19 777               | ↘18 437               | ↗18 454               | ↗19 718               | ↘19 554               |

## Родившиеся в коммуне
- Карим Керкар (Karim Kerkar) — профессиональный футболист
- Салим Керкар (Salim Kerkar) — профессиональный футболист
- Халед Леммушия (Khaled Lemmouchia) — профессиональный футболист
- Паскаль Папе (Pascal Papé) — профессиональный французский регбист

## Города-побратимы
- Aïn Bénian, Aлжир
- Дёбельн, Германия
- Новополоцк, Белоруссия
- Алакуас, Испания
- Орвието, Италия
- Gavinané, Мали
- Вила-Нова-ди-Фамаликан, Португалия